# Karl Josef Becker
Karl Josef Becker SI (ur. 18 kwietnia 1928 w Kolonii, zm. 10 lutego 2015 w Rzymie) – niemiecki duchowny katolicki, jezuita. Wieloletni profesor teologii dogmatycznej Papieskiego Uniwersytetu Gregorianskiego (1969-2003) i konsultor Kongregacji Nauki i Wiary, kardynał.

## Życiorys
Święcenia kapłańskie przyjął w 1958 roku. 6 stycznia 2012 ogłoszona została jego kreacja kardynalska, której papież Benedykt XVI dokonał oficjalnie na konsystorzu w dniu 18 lutego 2012. Ze względu na podeszły wiek został zwolniony z obowiązku przyjęcia sakry biskupiej (nie miał również prawa udziału w konklawe).